# Francesco Palla
Francesco Palla (* 1954 in Rom; † 26. Januar 2016 in Rolle, Kanton Waadt) war ein italienischer Astronom.

## Leben
Francesco Palla studierte in Rom und erwarb seine Laurea an der Universität La Sapienza mit einer unter Antonella Natta verfassten Dissertation über Infrarot-Emission von Staubteilchen in Riesenmolekülwolken. 1980 ging er als Postdoc an die Cornell University in Ithaca (New York, USA), bevor er nach Italien zurückkehrte. Er wurde Mitarbeiter am Observatorium Arcetri in Florenz und war von 2005 bis 2011 dessen Direktor.
Palla starb 2016 unerwartet in Rolle am Genfersee, wo er sich anlässlich einer Versammlung der European Astronomical Society aufhielt, zu deren Präsident er am nächsten Tag hätte gewählt werden sollen. Er war verheiratet und hatte zwei Töchter.

## Leistungen
Pallas Hauptforschungsgebiet waren interstellare Materie und Sternentstehung in der Milchstraße und im frühen Universum, wobei er sowohl theoretisch als auch als Beobachter tätig war.
Sein zusammen mit Steven Stahler verfasstes, 2004 erschienenes Lehrbuch The Formation of Stars gilt als Standardwerk zur Sternentstehung.
Ein wichtiges Anliegen war ihm die Wissenschaftskommunikation. Er hielt Astronomiekurse für Gymnasiasten und war für die Öffentlichkeitsarbeit in Arcetri verantwortlich. Unter anderem organisierte er ein Sommerfestival mit Vorträgen, Kurzfilmen und Konzerten.

## Ehrungen
- Benennung des Asteroiden (296928) Francescopalla[1]